# تايلر ويب
تايلر ويب (بالإنجليزية: Tyler Webb)‏ هو لاعب كرة قاعدة أمريكي، ولد في 20 يوليو 1990 في ناساودوكس في الولايات المتحدة.

## وصلات خارجية
- تايلر ويب على موقع دوري كرة القاعدة الرئيسي (الإنجليزية)
- تايلر ويب على موقعبيزبول رفرنس.كوم (الدوري الرئيسي) (الإنجليزية)
- تايلر ويب على موقعبيزبول رفرنس.كوم (الدوري الثانوي) (الإنجليزية)
- تايلر ويب على موقع إي إس بي إن.كوم (أم.أل.بي) (الإنجليزية)
- تايلر ويب على موقع مشجعي الرسوم البيانية (الإنجليزية)